# Tunnelton
Tunnelton é uma cidade  localizada no estado norte-americano de Virgínia Ocidental, no Condado de Preston.

## Demografia
Segundo o censo norte-americano de 2000, a sua população era de 336 habitantes.
Em 2006, foi estimada uma população de 349, um aumento de 13 (3.9%).

## Geografia
De acordo com o United States Census Bureau tem uma área de
1,0 km², dos quais 1,0 km² cobertos por terra e 0,0 km² cobertos por água.

## Localidades na vizinhança
O diagrama seguinte representa as localidades num raio de 16 km ao redor de Tunnelton.